# ورزشگاه ملی خولیو مارتینز پرادانوس
ورزشگاه ملی خولیو مارتینز پرادانوس (اسپانیایی: Estadio Nacional Julio Martínez Prádanos‎) یک ورزشگاه فوتبال در سانتیاگو، شیلی است.
این ورزشگاه که در سال ۱۹۳۸ تأسیس شده دارای ۴۸٬۶۶۵ نفر ظرفیت می‌باشد و یکی از ورزشگاه‌های جام جهانی فوتبال ۱۹۶۲ بوده است.
ورزشگاه ملی خولیو مارتینز پرادانوس ورزشگاه خانگی تیم ملی فوتبال شیلی است.

## نگارخانه

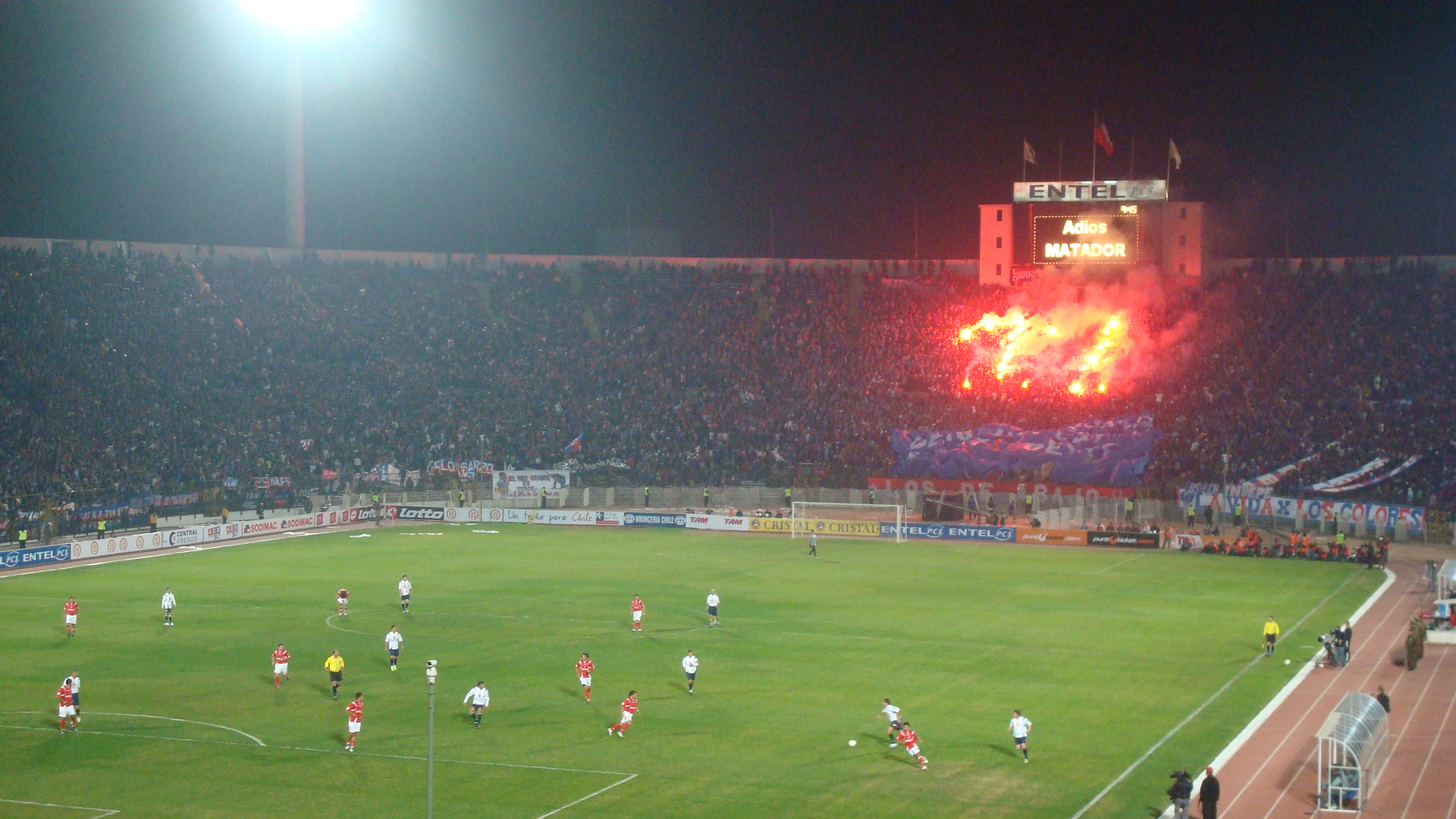
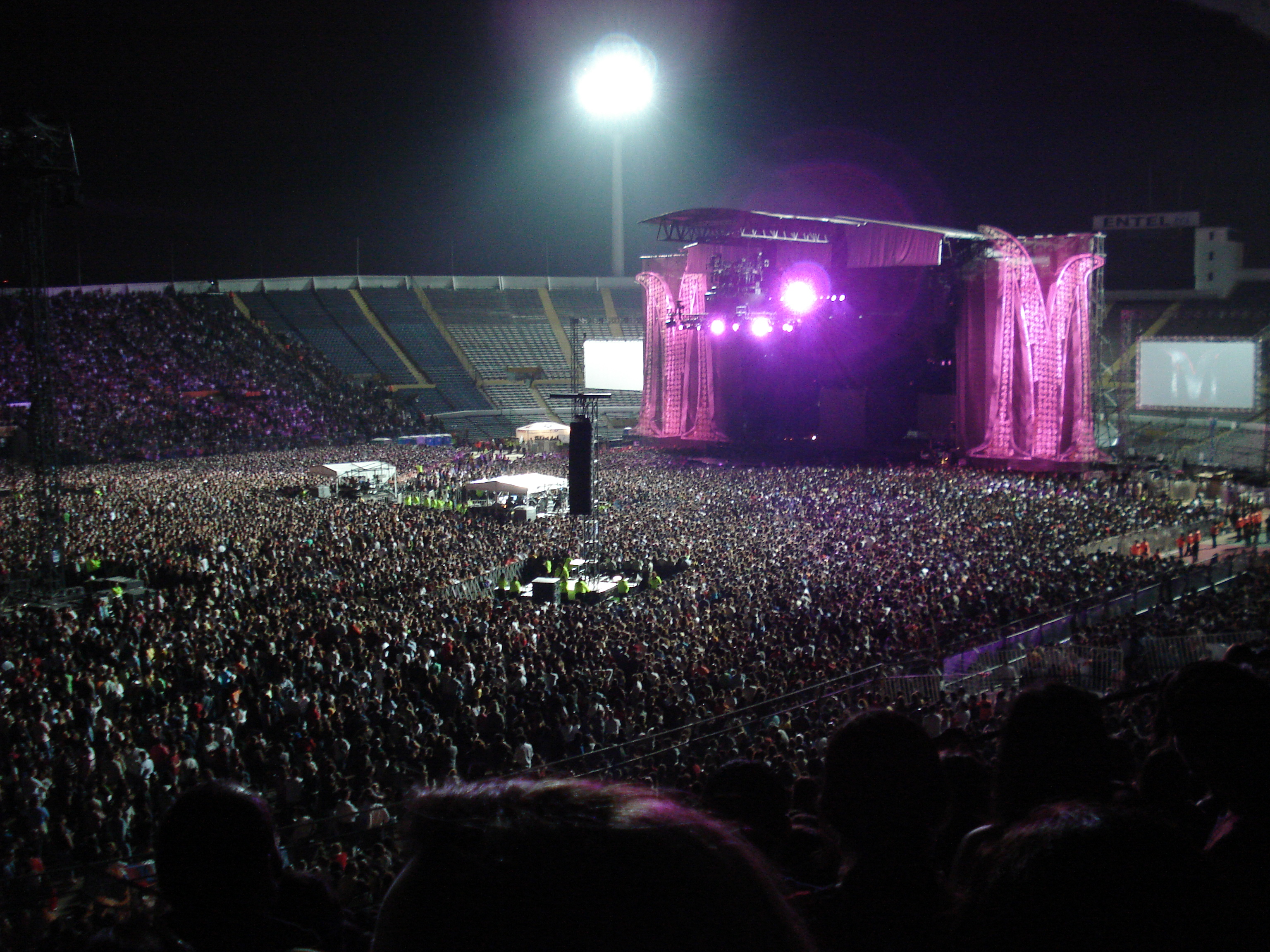
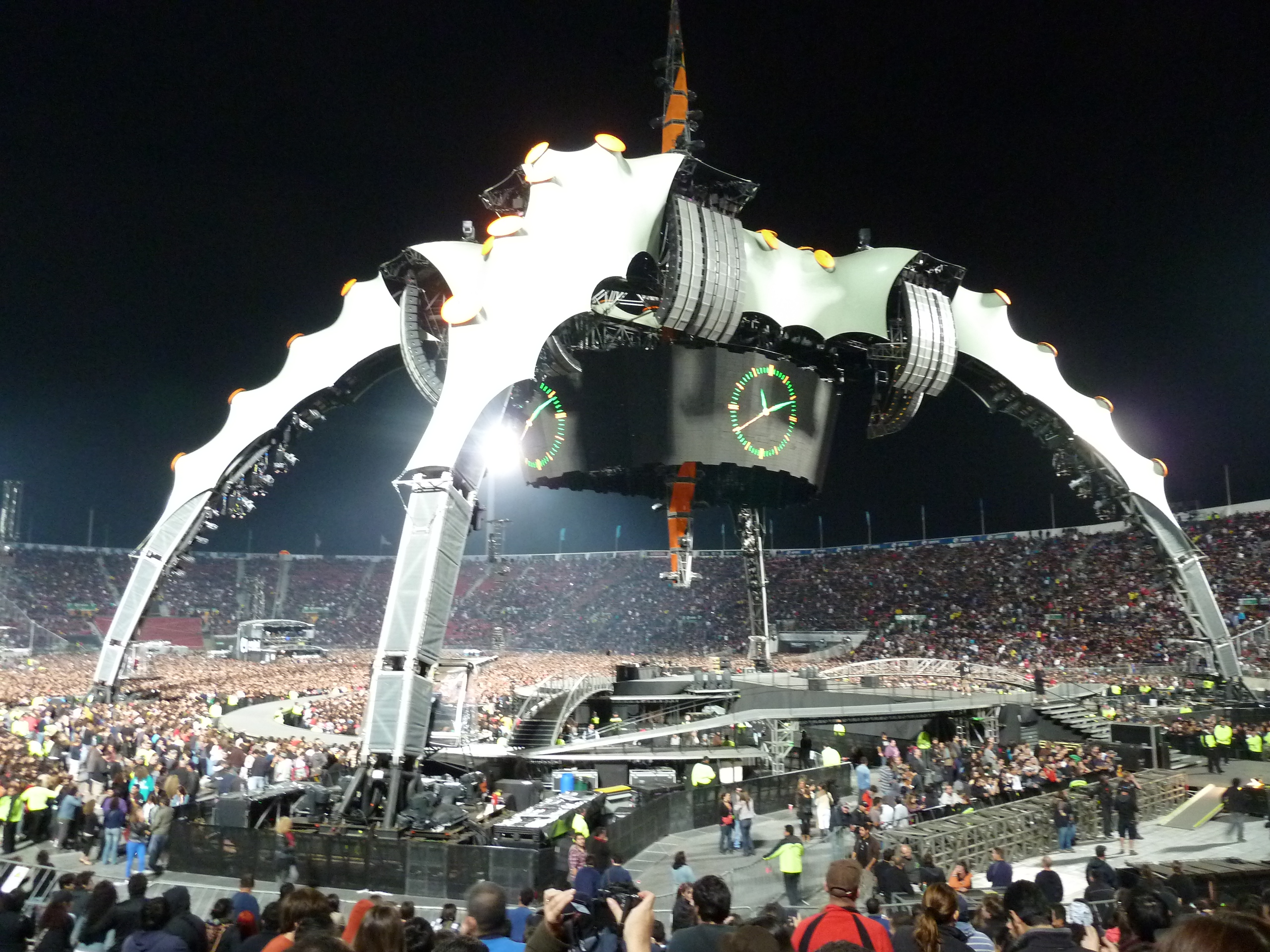
